# NGC 3141
NGC 3141 este o galaxie lenticulară situată în constelația Hidra. A fost descoperită în 1 ianuarie 1886 de către Francis Leavenworth. Se află la o distanță de 103,75 megaparseci de Pământ.